# Jules Alexandre Grün
Jules-Alexandre Grün (25 de maig de 1868, 15 de febrer de 1938) fou un pintor post-impressionista, dissenyador de cartells i il·lustrador francès. La seva obra més coneguda és The Dinner Party, produïda el 1911. Es va fer famós pels seus cartells. Treballava com a empleat en una companya de cartelleria parisenca, sota les ordres de Jules Chéret, qui fou de fet el seu gran competidor en el sector. El Museu Nacional d'Art de Catalunya conserva obra seva.